# Chelonus pertristis
Chelonus pertristis är en stekelart som först beskrevs av Vladimir Ivanovich Tobias 1996.  Chelonus pertristis ingår i släktet Chelonus och familjen bracksteklar. Inga underarter finns listade i Catalogue of Life.